# BlackShades
BlackShades ist ein Trojaner, der für etwa 30 € bzw. 40 $ über einschlägige Foren gehandelt wird. Laut FBI befällt er Windows-Systeme.

## Internationale Razzia
Im Mai 2014 wurde in einer vom FBI initiierten Aktion gegen den Anbieter und seine Kunden vorgegangen.
Die Razzia fand in 16 Ländern gleichzeitig statt, nachdem sich das FBI Zugang zur Kundendatenbank des Anbieters verschafft hatte. Dabei wurden bei 359 Polizeieinsätzen Wohnungen durchsucht, 1.100 Datenträger beschlagnahmt und insgesamt 80 Personen festgenommen. Von Eurojust wurde der Fall eines 18-jährigen Niederländers bekannt gemacht, der über 2.000 Computer infiziert haben soll, um so an Webcam-Aufnahmen der weiblichen Besitzer zu gelangen.